# 라치오주의 철도역 목록

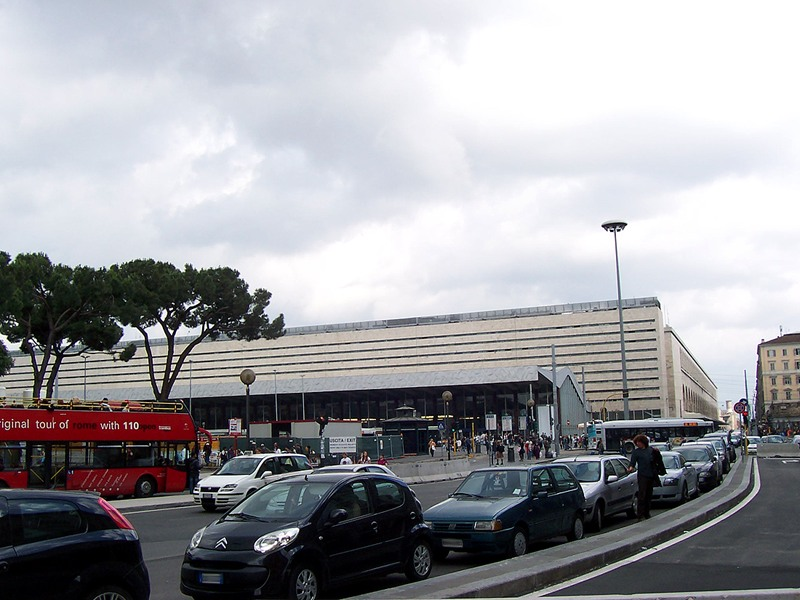
라치오주에서 가장 많은 승객이 이용하는 철도역인 로마 테르미니 역 (로마 소재)

이 목록은 이탈리아 라치오주에 위치한 철도역의 철도역 목록이다. 라치오 주에 소재한 모든 철도역은 이탈리아 국영철도기업 페로비에 델로 스타토의 지사인 레테 페로비아리아 이탈리아나가 소유하고 있다.

## 목록
| 역명                               | 코무네               | 현         | 등급     |
| ---------------------------------- | -------------------- | ---------- | -------- |
| 아쿠아 아체토사                    | 참피노               | 로마       | 브론즈   |
| 알바노 라치알레                    | 알바노라치알레       | 로마       | 실버     |
| 아나니피우기                       | 아나니               | 프로시노네 | 실버     |
| 안구일라라                         | 안구일라라사바치아   | 로마       | 실버     |
| 안트로도코 첸트로                  | 안트로도코           | 리에티     | 브론즈   |
| 안트로도코-보르고 벨리노           | 안트로도코           | 리에티     | 브론즈   |
| 안치오                             | 안치오               | 로마       | 실버     |
| 안치오 콜로니아                    | 안치오               | 로마       | 실버     |
| 아피아노                           | 로마                 | 로마       | 실버     |
| 아프릴리아                         | 아프릴리아           | 라티나     | 실버     |
| 아르체                             | 아르체               | 프로시노네 | 브론즈   |
| 아르피노                           | 아르피노             | 프로시노네 | 브론즈   |
| 아르솔리                           | 아르솔리             | 로마       | 브론즈   |
| 바니 디 티볼리                     | 티볼리               | 로마       | 실버     |
| 바사노 인 테베리나                 | 바사노인테베리나     | 비테르보   | 브론즈   |
| 브라차노                           | 브라차노             | 로마       | 실버     |
| 캄포 디 테르메                     | 캄포디테르메         | 라티나     | 실버     |
| 캄폴레오네                         | 캄폴레오네           | 라티나     | 실버     |
| 칸첼리에라                         | 칸첼리에라           | 로마       | 브론즈   |
| 카네트라                           | 카네트라             | 리에티     | 브론즈   |
| 카판넬레                           | 로마                 | 로마       | 실버     |
| 카포크로체                         | 카포크로체           | 라티나     | 브론즈   |
| 카프라니카-수트리                  | 카프라니카           | 비테르보   | 실버     |
| 카사비안카                         | 참피노               | 로마       | 브론즈   |
| 카시노                             | 카시노               | 프로시노네 | 실버     |
| 카스텔간돌포                       | 카스텔간돌포         | 로마       | 실버     |
| 카스텔마다마                       | 카스텔마다마         | 로마       | 브론즈   |
| 카스텔산탄젤로                     | 카스텔산탄젤로       | 리에티     | 브론즈   |
| 카스트로-포피-발레코르사           | 카스트로데이볼시     | 프로시노네 | 실버     |
| 체카노                             | 체카노               | 프로시노네 | 실버     |
| 체키나                             | 체키나               | 로마       | 실버     |
| 체프라노-팔바테라                  | 체프라노             | 프로시노네 | 실버     |
| 체사노 디 로마                     | 체사노디로마         | 로마       | 실버     |
| 참피노                             | 참피노               | 로마       | 골드     |
| 치스테르나 디 라티나               | 치스테르나디라티나   | 라티나     | 실버     |
| 치타두칼레                         | 치타두칼레           | 리에티     | 브론즈   |
| 치비타 카스텔라나-말리아노         | 치비타카스텔라나     | 비테르보   | 실버     |
| 치비타베키아                       | 치비타베키아         | 로마       | 골드     |
| 콜펠리체                           | 콜펠리체             | 프로시노네 | 브론즈   |
| 콜레 마티아                        | 콜레 마티아          | 로마       | 실버     |
| 콜레페로-세니-팔리아노             | 콜레페로             | 로마       | 실버     |
| 콜레베키아-포조 소마빌라           | 콜레베키오           | 리에티     | 브론즈   |
| 콜론나 갈레리아                    | 콜론나               | 로마       | 실버     |
| 콤프레-산 빈첸초                   | 레콤프레             | 프로시노네 | 브론즈   |
| 콘틸리아노                         | 콘틸리아노           | 리에티     | 브론즈   |
| 파라 사비나-몬텔리브레티           | 파라인사비나         | 리에티     | 실버     |
| 페렌티노-수피노                    | 페렌티노             | 프로시노네 | 실버     |
| 피데네                             | 로마                 | 로마       | 실버     |
| 피에라 디 로마                     | 로마                 | 로마       | 실버     |
| 피우미치노 아에로포르토            | 피우미치노           | 로마       | 골드     |
| 폰디-스페를론가                    | 폰디                 | 라티나     | 실버     |
| 폰타나 리리                        | 폰타나리리           | 프로시노네 | 브론즈   |
| 폰타나 리리 인페리오레             | 폰타나리리           | 프로시노네 | 브론즈   |
| 폰타나로사-체르바로                | 체르바로             | 프로시노네 | 브론즈   |
| 포르미아-가에타                    | 포르미아             | 라티나     | 골드     |
| 프라스카티                         | 프라스카티           | 로마       | 실버     |
| 프라소                             | 프라소               | 라티나     | 브론즈   |
| 프로시노네                         | 프로시노네           | 프로시노네 | 실버     |
| 갈레세 인 테베리나                 | 갈레세               | 비테르보   | 브론즈   |
| 가비냐노 사비노                    | 가비냐노             | 리에티     | 실버     |
| 제멜리                             | 로마                 | 로마       | 실버     |
| 그레초                             | 그레초               | 리에티     | 브론즈   |
| 그로테 산토 스테파노               | 그로테산토스테파노   | 비테르보   | 브론즈   |
| 구이도니아-몬테첼리오-산탄젤로     | 구이도니아           | 로마       | 실버     |
| 이포제오 델리 오타비               | 로마                 | 로마       | 실버     |
| 이솔라 리리                        | 이솔라델리리         | 프로시노네 | 브론즈   |
| 이솔레타-산 조반니 인카리코        | 이솔레타             | 프로시노네 | 실버     |
| 이트리                             | 이트리               | 라티나     | 브론즈   |
| 라 피오라                          | 테라치나             | 라티나     | 브론즈   |
| 라 스토르타                        | 로마                 | 로마       | 실버     |
| 라비코                             | 라비코               | 로마       | 실버     |
| 라브로-모조                        | 라브로               | 리에티     | 브론즈   |
| 라디스폴리-체르베테리              | 라디스폴리           | 로마       | 실버     |
| 라 주스티니아나                    | 로마                 | 로마       | 실버     |
| 라누비오                           | 라누비오             | 로마       | 실버     |
| 라 루스티카 치타                   | 로마                 | 로마       | 실버     |
| 라 루스티카 우이르                 | 로마                 | 로마       | 실버     |
| 라티나                             | 라티나               | 라티나     | 실버     |
| 리도 디 라비니오                   | 라비니오             | 로마       | 실버     |
| 룬게차                             | 로마                 | 로마       | 실버     |
| 마카레세-프레제네                  | 프레제네             | 로마       | 실버     |
| 말리아나                           | 로마                 | 로마       | 실버     |
| 만델라-삼부치                      | 만델라               | 로마       | 브론즈   |
| 만치아나-카날레 몬테라노           | 만치아나             | 로마       | 실버     |
| 마르첼리나-팔롬바라                | 마르첼리나           | 로마       | 실버     |
| 마레키아로                         | 마레키아로           | 로마       | 실버     |
| 마리나 디 체르베테리               | 체르베테리           | 로마       | 실버     |
| 마리노 라치알레                    | 마리노               | 로마       | 실버     |
| 민투르노-스카우리                  | 민투르노             | 라티나     | 실버     |
| 몬탈토 디 카스트로                 | 몬탈토디카스트로     | 비테르보   | 실버     |
| 몬테 산 비아조                     | 몬테산비아조         | 라티나     | 실버     |
| 몬테피아스코네                     | 몬테피아스코네       | 비테르보   | 실버     |
| 몬테로톤도-멘타나                  | 몬테로톤도           | 로마       | 실버     |
| 모롤로                             | 모롤로               | 프로시노네 | 브론즈   |
| 무라텔라                           | 로마                 | 로마       | 실버     |
| 네투노                             | N네투노              | 로마       | 실버     |
| 누오보 살라리오                    | 로마                 | 로마       | 실버     |
| 올자타                             | 로마                 | 로마       | 실버     |
| 오리올로                           | 오리올로로마노       | 비테르보   | 실버     |
| 오르테                             | 오르테               | 비테르보   | 골드     |
| 오타비아                           | 로마                 | 로마       | 실버     |
| 파딜리오네                         | 파딜리오네           | 로마       | 실버     |
| 팔미로 톨리아티                    | 로마                 | 로마       | 실버     |
| 판타넬라                           | 참피노               | 로마       | 브론즈   |
| 파르코 레오나르도                  | 피우미치노           | 로마       | 실버     |
| 파노바                             | 파노바               | 로마       | 실버     |
| 피아나 벨라 디 몬텔리브레티        | 몬텔리브레티         | 로마       | 실버     |
| 피에디몬테-빌라 산타 루치아-아퀴노 | 피에디몬테산제르마노 | 프로시노네 | 브론즈   |
| 포조 피도니                        | 포조피도니           | 리에티     | 브론즈   |
| 포조 미르테토                      | 포조미르테토         | 리에티     | 실버     |
| 포메치아-산타 팔롬바               | 포메치아             | 로마       | 실버     |
| 폰테 갈레리아                      | 로마                 | 로마       | 실버     |
| 프리베르노-포사노바                | 프리베르노           | 라티나     | 실버     |
| 콰트로 벤티                        | 로마                 | 로마       | 실버     |
| 리에티                             | 리에티               | 리에티     | 실버     |
| 로카 데반드로-산 비토레            | 산비토레델라치오     | 프로시노네 | 브론즈   |
| 로카 디 코르노                     | 로카디코르노         | 리에티     | 브론즈   |
| 로카 디 폰디                       | 로카디폰디           | 리에티     | 브론즈   |
| 로카세카                           | 로카세카             | 프로시노네 | 실버     |
| 로마 아우렐리아                    | 로마                 | 로마       | 실버     |
| 로마 발두이나                      | 로마                 | 로마       | 실버     |
| 로마 몬테 마리오                   | 로마                 | 로마       | 실버     |
| 로마 노멘타나                      | 로마                 | 로마       | 실버     |
| 로마 오스티엔세                    | 로마                 | 로마       | 골드     |
| 로마 프레네스티나                  | 로마                 | 로마       | 실버     |
| 로마 산 필리포 네리                | 로마                 | 로마       | 실버     |
| 로마 산 피에트로                   | 로마                 | 로마       | 골드     |
| 로마 테르미니                      | 로마                 | 로마       | 플래티넘 |
| 로마 티부르티나                    | 로마                 | 로마       | 플래티넘 |
| 로마 트라스테베레                  | 로마                 | 로마       | 골드     |
| 로마 투스콜라나                    | 로마                 | 로마       | 실버     |
| 로비아노                           | 로비아노             | 로마       | 브론즈   |
| 산테우로시아                       | 산테우로시아         | 로마       | 브론즈   |
| 산 젠나로                          | 젠차노디로마         | 로마       | 브론즈   |
| 산타 마리아 델레 몰레              | 산타마리아델레몰레   | 로마       | 실버     |
| 산타 마리넬라                      | 산타 마리넬라        | 로마       | 실버     |
| 산타 세베라                        | 산타세베라           | 로마       | 실버     |
| 산토파드레                         | 산토파드레           | 프로시노네 | 브론즈   |
| 사소네                             | 사소네               | 로마       | 브론즈   |
| 세레니시마                         | 로마                 | 로마       | 실버     |
| 세테바니                           | 로마                 | 로마       | 실버     |
| 세체 로마노                        | 세체                 | 라티나     | 실버     |
| 스구르골라                         | 스구르골라           | 프로시노네 | 브론즈   |
| 시피차노                           | 시피차노             | 비테르보   | 브론즈   |
| 시피차노-산 니콜라                 | 시피차노             | 비테르보   | 브론즈   |
| 소라                               | 소라                 | 프로시노네 | 실버     |
| 소르젠티 델 페스키에라             | 치타두칼레           | 리에티     | 브론즈   |
| 스티밀리아노                       | 스티밀리아노         | 리에티     | 실버     |
| 타르퀴니아                         | 타르퀴니아           | 비테르보   | 실버     |
| 테라치나                           | 테라치나             | 라티나     | 실버     |
| 티볼리                             | 티볼리               | 로마       | 실버     |
| 토르 사피엔차                      | 로마                 | 로마       | 실버     |
| 토르 베르가타                      | 토르베르가타         | 로마       | 실버     |
| 토레 인 피에트라-팔리도로          | 팔리도로             | 로마       | 실버     |
| 토리콜라                           | 로마                 | 로마       | 실버     |
| 트레 크로치                        | 트레크로치           | 비테르보   | 브론즈   |
| 발 달라                            | 로마                 | 로마       | 브론즈   |
| 발레 아우렐리아                    | 로마                 | 로마       | 실버     |
| 발몬토네                           | 발몬토네             | 로마       | 실버     |
| 벨레트리                           | 벨레트리             | 로마       | 실버     |
| 베트랄라                           | 베트랄라             | 비테르보   | 실버     |
| 비코바로                           | 비코바로             | 로마       | 브론즈   |
| 비냐 디 발레                       | 비냐디발레           | 로마       | 브론즈   |
| 빌라 보넬리                        | 로마                 | 로마       | 실버     |
| 빌라 클라우디아                    | 빌라클라우디아       | 로마       | 실버     |
| 빌레타                             | 카스텔간돌포         | 로마       | 브론즈   |
| 비테르보 포르타 피오렌티나         | 비테르보             | 비테르보   | 실버     |
| 비테르보 포르타 로마나             | 비테르보             | 비테르보   | 실버     |
| 차가롤로                           | 차가롤로             | 로마       | 실버     |

## 같이 보기
- 이탈리아의 철도역
- 페로비에 델로 스타토
- 이탈리아의 철도
- 이탈리아의 고속철도
- 이탈리아의 교통